# Jeanne Nowé-Vanderstegen
Jeanne Nowé-Vanderstegen  (Gent, 3 december 1894 - Bayreuth, 28 augustus 1965) was een Belgisch schrijfster. Ze werd  als Jeanne Vanderstegen geboren in een welvarende Gentse fabrikantenfamilie; een van haar ooms was burgemeester van Gent. Zij trouwde in 1919 met conservator en archivaris Henri Nowé.
Zij publiceerde onder de naam Jeanne Nowé Franstalige psychologische romans en verhalen. Een aantal van haar werken speelt zich af in de stad Gent. De postuum gepubliceerde familiesage Les Hamelinck: chronique de Maria (1965) wordt als haar beste werk gezien.
Omdat haar werk nooit in het Nederlands is vertaald bleef ze in Vlaanderen en Nederland relatief onbekend. Het Liberaal Archief/Liberas bezit de handgeschreven mémoires van Jeanne Nowé.

## Publicaties (selectie)
- La sonate en la (1937)
- Amitiés (1948)
- L'enfance d'Andrée Dalès  (1950)
- Andrée Dalès (1950)
- Saint-Christophe en Halatte (1959)
- Les Hamelinck: chronique de Maria (1965)

- Gemeinsame Normdatei: 1238837859
- Virtual International Authority File: 1714154257864324150677